# Laura Nicholson
Laura Nicholson (* 29. März 2000 in Cork) ist eine irische Leichtathletin, die sich auf den Mittelstreckenlauf spezialisiert hat.

## Sportliche Laufbahn
Erste internationale Erfahrungen sammelte Laura Nicholson bei den Crosslauf-Europameisterschaften 2017 in Šamorín, bei denen sie nach 14:47 min auf den 39. Platz im U20-Rennen gelangte. Im Jahr darauf wurde sie bei den Crosslauf-Europameisterschaften 2018 in Tilburg nach 15:00 min 61. im U20-Rennen und in den folgenden Jahren studierte sie an der University of Toledo in den Vereinigten Staaten. 2025 wurde sie bei der 2. Liga der Team-Europameisterschaft in Maribor in 4:20,48 min Vierte im 1500-Meter-Lauf, ehe sie bei den World University Games in Bochum in 4:22,32 min den achten Platz belegte.
2025 wurde Nicholson irische Meisterin im 1500-Meter-Lauf.

## Persönliche Bestleistungen
- 1500 Meter: 4:07,17 min, 18. April 2025 in Winston-Salem
  - 1500 Meter (Halle): 4:13,06 min, 15. Februar 2025 in Boston
  - Meile (Halle): 4:30,85 min, 15. Februar 2025 in Boston
  - 3000 Meter (Halle): 9:13,54 min, 7. Dezember 2024 in Boston
- 5000 Meter: 15:33,04 min, 28. März 2025 in Raleigh